# معلقة النابغة الذبياني
معلقة النابغة الذبياني هي قصيدة من قصائده، يُعدها العرب من ضمن المعلقات العشر، وتعتبر المعلقة العاشرة. يبلغ عدد أبيات المعلقة 50 بيتًا.

## النابغة الذبياني
النابغة الذبياني شاعر واسمه زياد بن معاوية بن ضباب بن جابر بن يربوع بن غيظ بن مرة بن عوف بن سعد بن ذبيان بن بغيض بن ريث بن غطفان، أبو أمامة. لقب بالنابغة، لأنه نبغ في الشعر أي أبدع في الشعر دفعة واحدة.